# Hội chứng sợ sạch sẽ
Hội chứng sợ sạch sẽ, có tên khoa học là Ablutophobia (từ tiếng Latin ablutere 'to wash off ") là nỗi sợ hãi liên tục, bất thường, không có cơ sở về việc sợ tắm rửa, hoặc làm sạch, ám ảnh này là loại một ám ảnh cụ thể về những tình huống nhất định. Hội chứng sợ sạch sẽ có xu hướng xảy ra nhiều ở trẻ em và phụ nữ hơn ở đàn ông. Tuy nhiên, nỗi ám ảnh này thường biến mất ở trẻ nhỏ bởi chúng được dạy rằng tắm rửa không phải là một thứ gì đó đáng sợ. Hội chứng sợ sạch sẽ phổ biến hơn ở các quốc gia châu Âu cũng như con người ở châu Âu và ở một số các nước khác. Các nhà khoa học nói rằng trong thế kỷ 16, hầu như tất cả những người Anh, Pháp và các nước châu Âu khác đều có triệu chứng của hội chứng sợ sạch sẽ, Elizabeth đầu tiên của nước Anh được biết đến như một trong những người "sạch" nhất Châu Âu lúc bấy giờ, bà tắm rửa cơ thể mỗi tháng một lần, tuy nhiên, sau đó việc này được coi là quá nhiều và không lành mạnh. 

## Triệu chứng
Các triệu chứng của hội chứng sợ sạch sẽ cũng tương tự như các triệu chứng của nhiều ám ảnh cụ thể khác gồm các loại như sau: 
- Cảm giác sợ hãi, kinh hoàng hoặc bị khủng bố tinh thần
- nhận ra rằng nỗi sợ hãi vượt ra ngoài ranh giới chịu đựng bình thường
- Các phản ứng vô ý thức và không kiểm soát được
- nhịp tim nhanh, khó thở, run rẩy và mong muốn trốn chạy để thoát khỏi tình huống đó — tất cả các phản ứng vật lý liên quan đến sự sợ hãi cực độ
- Các biện pháp cực đoan được thực hiện bởi bệnh nhân để tránh né các đối tượng hoặc tình huống đáng sợ[2]

Cảm giác xấu hổ cũng không phải là hiếm. Nhiều nền văn hóa đặt một giá trị lớn vào sự sạch sẽ, và từ chối tắm có thể làm cho ai đó trở thành mục tiêu của sự chế nhạo hoặc bị trêu chọc, điều này có thể làm tăng mức độ nghiêm trọng của ám ảnh. Nó cũng có thể làm cho người mắc phải hội chứng không tìm được cách điều trị.

## Chữa trị
Có nhiều sự lựa chọn trong việc điều trị hội chứng sợ sạch sẽ. Nói chung, tìm kiếm sự giúp đỡ chuyên nghiệp từ một người có nền tảng về tâm lý học là sự lựa chọn tốt nhất. Một người mắc hội chứng sợ sạch sẽ cũng có thể trải qua liệu pháp hành vi nhận thức dựa trên phơi nhiễm, trong đó người đó được phép đối đầu với các đối tượng đáng sợ (trong trường hợp này là nước) trong các tình huống được kiểm soát.
Có những loại thuốc lo âu mà các chuyên gia y tế khuyến cáo có thể sử dụng, tuy nhiên những loại thuốc này vẫn chưa cho thấy nhiều hứa hẹn trong việc điều trị các ám ảnh cụ thể như hội chứng sợ sạch sẽ. Việc sử dụng d-cycloserine (DCS) kết hợp với liệu pháp Phơi nhiễm là phương thuốc duy nhất cho thấy sự phát triển trong việc làm giảm các triệu chứng liên quan đến ám ảnh ngay cả sau một khoảng thời gian 3 tháng.

## Trong nghệ thuật
Nghệ sĩ New Zealand, Sheep, Dog & Wolf đã phát hành một đĩa mở rộng năm 2011 mang tên Ablutophobia.
Năm 2006, vở hài kịch Madakes Made được viết bởi Elizabeth Meriwether có nhân vật chính Edna, người đã mắc hội chứng sợ sạch sẽ ngay sau khi anh trai cô qua đời ở Trung Đông.
Trong bộ phim năm 1993 What's Eating Gilbert Grape, nhân vật Arnie mắc phải hội chứng sợ sạch sẽ khi Gilbert buộc anh phải tắm.
Bộ phim "Psycho" năm 1960, có một cảnh tắm vòi sen mang tính biểu tượng, đó là nơi một trong những nhân vật nữ bị đâm trong phòng tắm. Mặc dù nhân vật không mắc hội chứng sợ sạch sẽ, bộ phim đã giúp khán giả có thể nhận ra rằng đôi lúc một người sẽ mắc phải một hội chứng nào đó nếu họ từng phải trải qua những ám ảnh đau thương hoặc chấn thương tâm lý liên quan đến hội chứng đó.